# Internationellt bankkontonummer

IBAN-nummer på ett (fiktivt) brittiskt bankkontoutdrag

Ett internationellt bankkontonummer (engelska: International Bank Account Number, IBAN) används för att identifiera ett bankkonto vid internationella transaktioner. I första hand används det vid transaktioner till konton i Europa, särskilt inom det gemensamma eurobetalningsområdet. Till bland annat USA fungerar det inte.
Ett IBAN-nummer kan bestå av upp till 34 tecken. Tillsammans med IBAN-numret ska BIC-kod (tidigare kallad Swiftadress) anges. För att betala till utlandet från svensk internetbank behövs IBAN och BIC.
IBAN består av:
- Två bokstäver för land, enligt ISO 3166-1 alpha-2, SE för Sverige.
- Två kontrollsiffror som beräknas ur de övriga för att upptäcka fel.
- Övriga siffror (ibland bokstäver), max 30 st. 
  - I Sverige är det 20 siffror som består av:
    - Tre tecken för bank-id. Till exempel 500 för SEB och 600 för Handelsbanken.[1]
    - 17 siffror som är clearingnumret (som anger bank men kan uteslutas här) och kontonumret utfyllt med nollor till vänster.

Totalt är det 24 tecken i Sverige. Bland de kortaste IBAN finns i Norge med 15 tecken, och bland de längsta har Malta och Seychellerna med 31 tecken.
Dessutom behövs alltså en BIC-kod, som anger bank och innehåller åtta bokstäver (fyra för bank, två för land och två för ort) plus ibland (men inte för Sverige) tre tecken till.
Enligt principen för det Gemensamma eurobetalningsområdet (SEPA, dvs EU/EES plus några fler) ska alla konton i EU som har euro som valuta använda endast IBAN. Detta infördes i eurozonen senast 1 augusti 2014, och i övriga EU och EES-länder senast 31 oktober 2016. I samband med detta avskaffas BIC vid betalningar inom EU. Under en övergångstid skulle enligt EU:s förordning nr 260/2012 både IBAN och nationellt kontonummer anges på alla fakturor och liknande med belopp i euro. Konton och betalningar i andra valutor än euro påverkas inte av detta.
Det är vanligt i länder utanför SEPA att man måste ange fullständigt namn och adress på betalningsmottagaren, samt vad syftet med betalningen är. Länder kan ha andra speciella krav på information. Ofta används där inte IBAN utan nationellt kontonummer.

## Exempel

### Sverige
(kk = kontrollsiffror, b=kontorsnummer/clearingnummer, a=kontonummer, n=andra nummer)
| Danske bank   | 1bbb-aaa aaaa aaaa                                                          | DABASESX                                                                    | SEkk 1200 0000 0aaa aaaa aaaa                                               |                                                                             |                                                                             |                                                                             |                                                                             |                                                                             |                                                                             |
| Nordea        | 3bbb-aaa aaaa aaaa                                                          | NDEASESS                                                                    | SEkk 3000 0000 0aaa aaaa aaaa                                               |                                                                             |                                                                             |                                                                             |                                                                             |                                                                             |                                                                             |
| ICA-banken    | 927b-aaa aaaa                                                               | IBCASES1                                                                    | SEkk 9270 0000 0927 baaa aaaa                                               |                                                                             |                                                                             |                                                                             |                                                                             |                                                                             |                                                                             |
| SEB           | 5bbb-aaa aaaa                                                               | ESSESESS                                                                    | SEkk 5000 0000 05bb baaa aaaa                                               |                                                                             |                                                                             |                                                                             |                                                                             |                                                                             |                                                                             |
| Handelsbanken | 6bbb-aaaaa aaaa                                                             | HANDSESS                                                                    | SEkk 6000 0000 000a aaaa aaaa                                               |                                                                             |                                                                             |                                                                             |                                                                             |                                                                             |                                                                             |
| Swedbank      | 7bbb-aaaaaaa                                                                | SWEDSESS                                                                    | SEkk 8000 0000 07bb baaa aaaa                                               |                                                                             |                                                                             |                                                                             |                                                                             |                                                                             |                                                                             |
| Swedbank      | 8bbbb,aa aaaa aaaa                                                          | SWEDSESS                                                                    | SEkk 8000 08bb bbaa aaaa aaaa                                               |                                                                             |                                                                             |                                                                             |                                                                             |                                                                             |                                                                             |
| Plusgirot     | aaaaaaa-a                                                                   | NDEASESS                                                                    | SEkk 9500 0099 60nn aaaa aaaa                                               |                                                                             |                                                                             |                                                                             |                                                                             |                                                                             |                                                                             |
| Bankgirot     | Stödjer inte IBAN utan man måste använda det bakomliggande bankkontots IBAN | Stödjer inte IBAN utan man måste använda det bakomliggande bankkontots IBAN | Stödjer inte IBAN utan man måste använda det bakomliggande bankkontots IBAN | Stödjer inte IBAN utan man måste använda det bakomliggande bankkontots IBAN | Stödjer inte IBAN utan man måste använda det bakomliggande bankkontots IBAN | Stödjer inte IBAN utan man måste använda det bakomliggande bankkontots IBAN | Stödjer inte IBAN utan man måste använda det bakomliggande bankkontots IBAN | Stödjer inte IBAN utan man måste använda det bakomliggande bankkontots IBAN | Stödjer inte IBAN utan man måste använda det bakomliggande bankkontots IBAN |

### Andra länder
(kk = kontrollsiffror, b=kontorsnummer, a=kontonummer, n=andra nummer)
| Bank           | IBAN                        |
| -------------- | --------------------------- |
| Danmark        | DKkk bbbb aaaa aaaa aa      |
| Finland        | FIkk bbbb bbaa aaaa aa      |
| Norge          | NOkk bbbb aaaa aaa          |
| Storbritannien | GBkk bbbb bbbb bbaa aaaa aa |
| Tyskland       | DEkk bbbb bbbb aaaa aaaa aa |
| Österrike      | ATkk bbbb baaa aaaa aaaa    |